# ウィリアム・スタンリー (第6代ダービー伯爵)

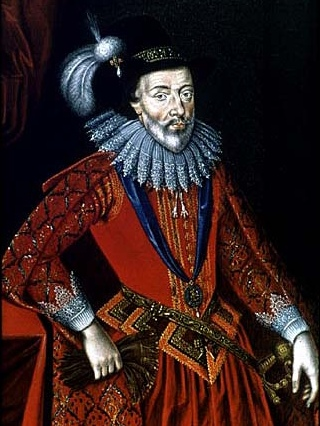
第6代ダービー伯爵ウィリアム・スタンリー

第6代ダービー伯爵ウィリアム・スタンリー（英語: William Stanley, 6th Earl of Derby, KG, 1561年 - 1642年9月29日）は、イングランドの貴族。

## 経歴
1561年、第4代ダービー伯爵ヘンリー・スタンリーとその妻マーガレット（第2代カンバーランド伯爵ヘンリー・クリフォードの娘、テューダー朝の始祖ヘンリー7世の曾孫）の間の次男として生まれる。兄に第5代ダービー伯爵となるファーディナンドがいる。
ダービー伯爵位継承前は外国旅行したり、宮廷に出仕して過ごしていたが、1594年4月16日、兄のファーディナンドが男子なく死去したため、第6代ダービー伯爵位を継承した。兄の未亡人アリスと所領の分割相続をめぐる裁判となり、15年にもわたって争うことになった。最終的にこの件は1607年に議会にかけられ、故ファーディナンドの遺領に関する法律が定められたことで決着した。
1603年にはチェスターのチェンバレンに任命された。1607年にはランカシャー知事に就任した。
アリスとの熾烈な遺産争いが終わった頃から平穏な生活を希望するようになり、音楽や演劇など趣味の世界に時間を費やすことが増えた。兄の死後衰退した『ストレンジ卿一座』の庇護（ダービー伯一座と改名）を始め演劇に熱中、少年劇団公演と劇場建設の支援や脚本制作をしたり、1625年にチャールズ1世が即位した頃には公務を息子のジェームズ・スタンリーに任せてほぼ引退生活に入っていた。高まる国王と議会の対立にも巻き込まれないようにしていた。
1642年9月29日に死去、ジェームズが爵位を継承した。

## 栄典
- 1594年4月16日、第6代ダービー伯爵（1485年創設イングランド貴族爵位）[1]
- 1601年、ガーター勲章士（KG）[1]

## 家族
1594年に第17代オックスフォード伯爵エドワード・ド・ヴィアーの娘エリザベス・ド・ヴィアーと結婚した。彼女との間に2男1女を儲けた。長男ロバート（? - 1632年）は先立って死去。次男が第7代ダービー伯爵となるジェームズ・スタンリー（1607年 - 1651年）だった。娘のアン（1600年頃 - 1657年）ははじめヘンリー・ポートマン准男爵と結婚し、ついで初代アンクラム伯爵ロバート・カーと再婚した。